# Gravelotte (Südafrika)
Gravelotte ist ein südafrikanischer Bergbauort in der Gemeinde Ba-Phalaborwa, Distrikt Mopani, Provinz Limpopo. Er befindet sich rund 54 Straßenkilometer südöstlich von Tzaneen. Im Jahre 2011 hatte Gravelotte 1098 Einwohner in 503 Haushalten.

## Beschreibung
Der Ortsname Gravelotte geht auf eine Farm zurück, die einem preußischen Missionar gehörte, der an der Schlacht bei Gravelotte (1870–1871) in Frankreich teilgenommen hatte. Gravelotte liegt an einer Straßengabelung der Regionalstraßen R71 und R526.
Die Gegend gehört zur Bushveldregion westlich des Kruger-Nationalparks. Nordöstlich zieht sich die Hügelkette der Murchison Range hin. Sie ist eine Bergbauregion, wo Antimon- und Arsenerze sowie Schmucksteine vorkommen.

## Sehenswürdigkeiten

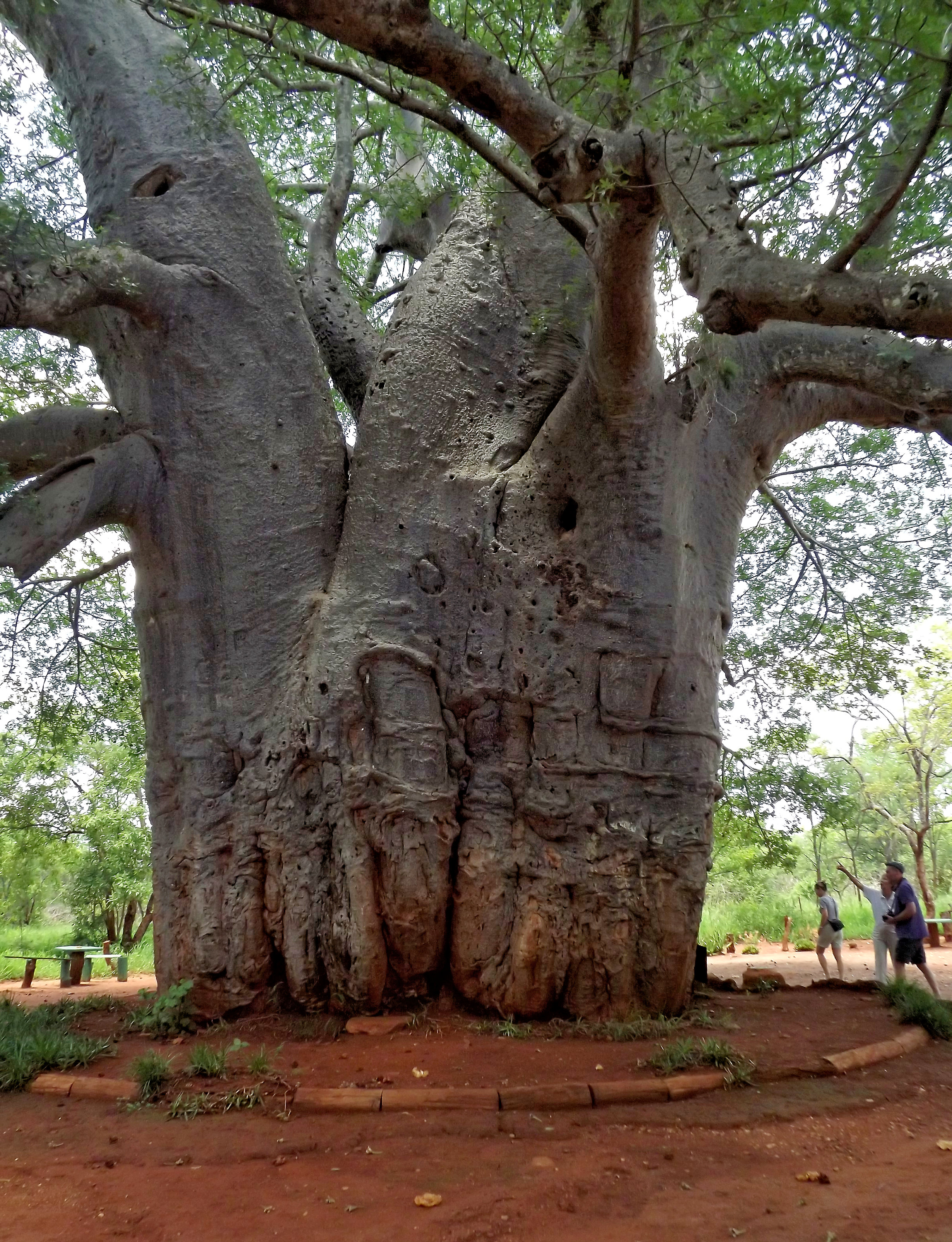
Boabab (Adansonia digitata) bei Gravelotte

Bei Gravelotte befindet sich ein riesiger Baobab-Baum, der einen touristischen Anziehungspunkt darstellt.

## Verkehr
Auf dem Landweg ist der Ort über die Regionalstraßen R71 erreichbar, die eine wichtige Querverbindung von Polokwane und der Nationalstraße N1 nach Phalaborwa bildet. Auch die R526 führt vom Süden nach Gravelotte und vereinigt sich im Ort mit der R71. Zudem verfügt Gravelotte über einen Bahnhof an der Eisenbahnstrecke zwischen Morebeng und Kaapmuiden. Nordöstlich bei der Siedlung Murchison liegt der Flughafen Gravelotte.

## Wirtschaft
Der Ort ist seit seiner Gründung mit den bergbaulichen Aktivitäten im nah gelegenen Bergrücken Murchison Range verbunden.
Ein 2018 begonnenes Projekt hat den Bergbau auf Smaragde bei Gravelotte erneut aufgegriffen. Die Smaragde werden aus einer pegmatitischen Lagerstätte gewonnen.